# Nizozemski umetnostnozgodovinski inštitut
Nizozemski umetnostnozgodovinski inštitut (uradno nizozemsko RKD–Nederlands Instituut voor Kunstgeschiedenis) je javna ustanova s sedežem v Haagu na Nizozemskem, ki se ukvarja s katalogiziranjem in digitalizacijo umetniških del evropskih avtorjev od srednjega veka do sedanjosti, s poudarkom na predstavnikih zlate dobe nizozemskega slikarstva. Katalogizira tudi strokovna dela in druge omembe na to temo.
Inštitutska zbirka šteje približno 450.000 knjig, od tega tretjino razstavnih katalogov. RKD je širše znan tudi po javno dostopnem spletnem katalogu z metapodatki in digitalnimi reprodukcijami del v zbirki RKDimages ter bibliografijami in osnovnimi podatki o avtorjih v zbirki RKDartists. Vsak vnos ima identifikacijsko številko, prek katere je možno dostopati do predstavitvene spletne strani (na primer Jan Vermeer, RKDartists ID 80476).
Osnova za inštitut je bila zasebna zbirka, ki sta jo nizozemska pionirja katalogizacije umetniških del Abraham Bredius in Cornelis Hofstede de Groot podarila državi. RKD je bil ustanovljen leta 1932 in je zdaj ena najpomembnejših tovrstnih ustanov na svetu. Do leta 2013 je bil znan kot Kraljevi urad za umetnostnozgodovinsko dokumentacijo (Rijksbureau voor Kunsthistorische Documentatie, RKD).

## Spletno mesto z odprtim dostopom
Čeprav niso vsa gradiva knjižnice digitalizirana, je večina njenih metapodatkov dostopnih na spletu. Spletno mesto je na voljo v nizozemskem in angleškem uporabniškem vmesniku.

### Spletne strani umetnikov
V zbirki umetnikov RKDartists je vsakemu umetniku dodeljena številka zapisa. Za neposredno sklicevanje na stran umetnika uporabite kodo, navedeno na dnu zapisa, običajno v obliki: https://rkd.nl/en/explore/artists/, ki ji sledi številka zapisa umetnika. Na primer, številka zapisa Salvadorja Dalíja je 19752, zato se lahko sklicuje na njegovo stran RKD.
- oznaka RKDartists (P650) (glej uporaba)

### Spletne strani umetniških del
V zbirki slik RKDimages je vsakemu umetniškemu delu dodeljena številka zapisa. Za neposredno sklicevanje na stran z umetniškim delom uporabite kodo, navedeno na dnu zapisa, običajno v obliki: https://rkd.nl/en/explore/images/, ki ji sledi številka zapisa umetniškega dela. Na primer, številka zapisa umetniškega dela Nočna straža je 3063, zato se lahko sklicuje na stran umetniškegai dela RKD.
- oznaka RKDimages (P350) (glej uporaba)

### Spletni tezaver umetniških izrazov
Tezaver o umetnosti in arhitekturi prav tako dodeli zapis za vsak izraz, vendar se na njih ni mogoče sklicevati s številko zapisa. Namesto tega se uporabljajo v zbirkah podatkov v katerih je mogoče iskati izraze. Slika Nočna straža je na primer slika milice in vse zapise, ki ustrezajo tej ključni besedi (nizozemsko: algemene trefwoord, angleško militia), si lahko ogledate.